# Programa nuclear de Irán

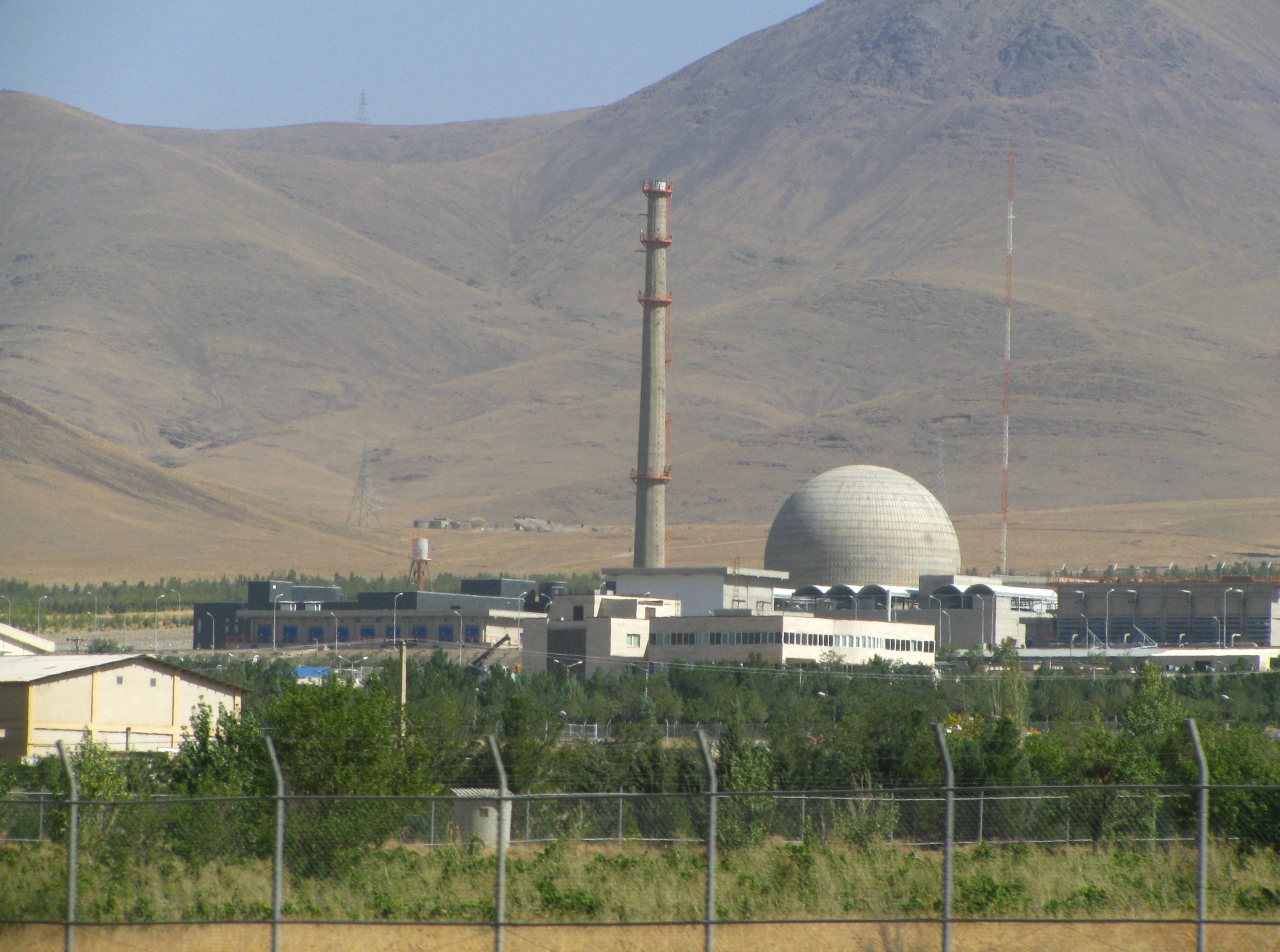
Planta Nuclear de Arak en Arak, Irán.

El programa nuclear de Irán empezó bajo el mandato del Shah Mohammad Reza Pahlevi de Irán en la década de 1950, con la ayuda del programa Átomos para la Paz de la Organización de las Naciones Unidas. Después de que el presidente Obama aceptara el Plan de Acción Integral Conjunto y el Secretario de Estado Kerry lo firmara, el presidente Trump lo abandonó unilateralmente, a pesar de que los restantes signatarios Francia, Alemania, el Reino Unido, Rusia, China declararon que se mantenían fieles al acuerdo, actuando como estabilizadores contra el bombardeo nuclear de Irán.
Hoy, el programa nuclear de Irán tiene instalaciones de procesamiento de uranio, plantas de enriquecimiento, reactores nucleares y minas de uranio. Según el Instituto para la Ciencia y la Seguridad Internacional, Irán no tardaría mucho en construir armas nucleares si decidiera hacerlo. Al 13 de mayo de 2023, Irán tenía 114,1 kg de UME al 60 % y 470,9 kg de UME al 20 % y estaba enriqueciendo el 20 % a una tasa de 0,406 kg/día. El Instituto de Ciencias escribió que "Con una tasa de producción promedio mensual de 9 kg (masa U) por mes, Irán podría acumular suficiente 60 por ciento de HEU para tres armas nucleares a mediados de junio." Algunas personas esperan que la tendencia de enriquecimiento de uranio continúe hasta llegar al 90% de uranio apto para armas. Irán tiene ojivas con detonadores convencionales en abundancia. La fecha de finalización programada para las ojivas iraníes que tienen detonadores nucleares en funcionamiento es vaga y no se conoce públicamente con certeza. El mundo está esperando las órdenes del Ayatolá para enriquecer al 90 % una cantidad significativa (SQ) o más de gas de hexafluoruro de uranio y luego convertir el hex(afluoruro) en metal en las Fabricación de Placas de Combustible  Planta (FPFP (inglés)) o las Instalación de Conversión de Uranio (UCF (inglés)) en la ciudad de Isfahán/Esfahán.
El primer ministro de Israel ha advertido repetidamente que se verá obligado a destruir las instalaciones nucleares subterráneas de Irán. Los misiles nucleares de alto rendimiento de Israel no han sido probados en kilotones de rendimiento. Después de que Netanyahu presione el botón, se anticipa que Hezbolá intentará lanzar decenas de miles de cohetes desde el Líbano contra Israel y que Israel se anexionará el Líbano y hará un anuncio de paz. El problema principal es el peligro de un eventual contraataque posterior al anuncio de paz Y luego, unos meses después, la perspectiva del POTUS hacia el sufrimiento económico en las ciudades en Irán & Damasco, vis-à-vis la perspectiva del presidente de Rusia sobre Tiflis.
En 2025 el programa nuclear iraní sufrió ataques de Israel y también ataques de Estados Unidos que lo dañaron, aunque se desconoce el grado de daño infringido.

## Historia

### Cooperación entre Estados Unidos e Irán en las décadas de los 50 y 60
El Programa nuclear de Irán tiene sus orígenes en la Guerra Fría, a finales de los años 50 bajo el auspicio de los EE. UU. en el marco de acuerdos bilaterales entre ambos países. Específicamente en el año 1957, cuando bajo el programa Átomos para la Paz se firmó un acuerdo de cooperación nuclear civil. El Sha Mohammad Reza Pahlevi gobernaba Irán en ese entonces, y tras el derrocamiento apoyado por la CIA de Mohammad Mosaddeq en 1953, su gobierno parecía lo suficientemente estable y amistoso hacia Occidente como para que los EE. UU. se preocuparan por el hecho de que Irán finalmente pudiera tener armas nucleares[cita requerida].
En 1959 se estableció el Centro de Investigación Nuclear de Teherán (CINT), manejado por la Organización de Energía Atómica de Irán (OEAI). El CINT fue equipado con un reactor de investigación nuclear de 5 megavatios, donado por EE. UU. y que entró en operación en 1967, siendo alimentado con uranio altamente enriquecido. Irán firmó el Tratado de No Proliferación Nuclear (NPT en inglés) en 1968 y lo ratificó en 1970. Con la creación de la agencia atómica de Irán y con la firma del NPT, Mohammad Pahlevi planeó la construcción de hasta 23 estaciones de energía nuclear por todo el país en conjunto con los EE. UU. para el año 2000.

### Cooperación entre Estados Unidos e Irán en la década de 1970
En marzo de 1974, el Sha previó que las reservas de petróleo del mundo algún día se acabarían, y declaró que "El petróleo es un material noble, demasiado valioso como para quemarlo... Tenemos previsto producir, lo más pronto posible, 23 000 megavatios de electricidad usando plantas nucleares." En Bushehr se construiría la primera planta, y suministraría energía a la ciudad interior de Shiraz. En 1975 la empresa de Bonn Kraftwerk Union AG, una empresa colectiva formada por Siemens AG y AEG Telefunken, firmó un contrato valorado entre cuatro y seis mil millones de dólares para construir la planta de energía, de reactor de agua a presión. Para la construcción de las unidades de generación nuclear de 1,196 megavatios se subcontrató a ThyssenKrupp; la obra debía ser completada en 1981.
Para el año 1975, el Secretario de Estado estadounidense, Henry A. Kissinger, había firmado un memorándum titulado U.S.-Iran Nuclear Co-operation, en el que se mencionaba que la venta de equipos de energía nuclear a Irán traería a las corporaciones norteamericanas ganancias de más de seis mil millones de dólares. En ese entonces, Irán extraía seis millones de barriles (950.000 m³) de crudo al día; en la actualidad Irán extrae cuatro millones de barriles (640.000 m³) diarios de crudo.
En 1976 el presidente Gerald R. Ford, con desconfianza, firmó una orden que permitía a Irán comprar y operar una instalación de procesamiento, de fabricación estadounidense, para extraer plutonio de combustible de reactor nuclear, con todos los riesgos de proliferación que eso traería. Entre otras cosas, el documento decía que la "introducción de energía nuclear proveerá tanto para las necesidades de crecimiento de la economía iraní como para crear reservas libres de crudo para la exportación o la conversión a petroquímicos."
El equipo del presidente Ford no solo respaldó los planes iraníes para iniciar una industria masiva de energía nuclear, sino también se esforzó por cerrar un acuerdo multimillonario que le hubiera permitido a Irán controlar grandes cantidades de plutonio y uranio enriquecido, materiales que pueden usarse para crear una bomba atómica. Hay que recordar que Irán en ese entonces era un aliado cercano de los EE. UU., que contaba con mucho dinero y lazos estrechos con Washington. Compañías norteamericanas, entre las cuales estaban Westinghouse Electric y General Electric riñieron por hacer negocios en ese país. Al respecto, en una entrevista, el 27 de marzo de 2005 Henry Kissinger declaró "no creo que el asunto de la proliferación haya surgido [durante las negociaciones]."
Hasta el cambio de administración, en 1977, Dick Cheney, el Secretario de Defensa Donald Rumsfeld y Paul Wolfowitz, que en la actualidad están entre los mayores opositores al programa nuclear iraní, estuvieron involucrados en la promoción de un programa nuclear iraní que permitiera extraer plutonio del combustible de reactor nuclear.

### Tras la Revolución de 1979
Después de la Revolución de 1979, Irán informó al Organismo Internacional de Energía Atómica (OIEA) de sus planes para reiniciar su programa nuclear utilizando combustible nuclear de fabricación doméstica, y en 1983 el OIEA incluso planeó ayudar a Irán bajo su Programa de Asistencia Técnica, con el fin de producir Uranio enriquecido[cita requerida]. Un reporte del OIEA enunciaba claramente que el objetivo del Organismo era "contribuir con la formación de expertos locales y mano de obra necesitada, para sustentar un programa ambicioso en el campo de la tecnología de reactor de energía nuclear y de la tecnología de ciclo de combustible". Sin embargo, el OIEA fue obligado a terminar el programa por presión de los EE. UU.
La Revolución iraní fue un momento crítico en la relación entre Irán y los países extranjeros en términos de cooperación para obtener energía nuclear. Tras 1979, Francia se negó a entregar Uranio enriquecido a Irán. Además, Irán no pudo recuperar de Eurodif su inversión. La sociedad anónima Eurodif fue formada en 1973 por Francia, Bélgica, España y Suecia. En 1975, el 10% de las acciones de Eurodif, pertenecientes a Suecia, fueron a Irán como resultado de un arreglo entre Francia e Irán. La compañía subsidiaria del gobierno francés Cogéma (ahora Areva NC) y el gobierno iraní establecieron la empresa Sofidif (Société franco–iranienne pour l’enrichissement de l’uranium par diffusion gazeuse) con un reparto del 60% y 40% de las acciones, respectivamente. A cambio, Sofidif adquirió el 25% de las acciones de Eurodif, lo que le dio a Irán el 10% adquirido de Eurodif. El Sha Reza Pahlevi prestó mil millones de dólares (y otros 180 millones de dólares en 1977) para la construcción de la fábrica de Eurodif, para así tener el derecho de comprar el 10% de la producción del lugar.
También se les pagó a los EE. UU. para entregar combustible nuevo de Uranio enriquecido, de acuerdo con el contrato firmado con Irán antes de la Revolución. No obstante los EE. UU. no entregaron el combustible ni devolvieron el pago de miles de millones de dólares que habían recibido. Alemania también recibió un pago de miles de millones de dólares por las dos instalaciones nucleares en Bushehr, pero después de tres décadas, no ha exportado ningún tipo de equipo y tampoco ha reembolsado el dinero. El gobierno iraní suspendió sus pagos y trató de recuperar su dinero presionando a Francia a través del manejo de grupos militantes, incluyendo el Hezbolá, que tomó ciudadanos franceses como rehenes en la década de 1980.
En 1982, el presidente François Mitterrand rehusó entregar Uranio enriquecido a Irán, que también reclamaba la deuda de mil millones de dólares. En 1986 Georges Besse, gerente de Eurodif, fue asesinado; el acto fue supuestamente reivindicado por militantes del grupo Acción Directa, aunque ellos negaron cualquier responsabilidad durante su juicio. En su investigación La République atomique, France-Iran le pacte nucléaire, David Carr-Brown y Dominique Lorentz señalaron como responsables a los servicios de inteligencia iraníes. Finalmente se llegó a un acuerdo en 1991: Francia reembolsó el dinero, e Irán se mantuvo como accionista de Eurodif a través de Sofidif. Sin embargo, Irán se abstuvo de reclamar por el uranio producido.
Darío Jinchuk, un argentino que fue Jefe de Relaciones Internacionales en la Comisión Nacional de Energía Atómica (CNEA) en Buenos Aires hasta el 2007, relató que "en 1985 una delegación de la Organización de Energía Atómica de Irán (OEAI) fue invitada por la CNEA argentina" con el fin de reconstruir instalaciones dañadas por la guerra con Irak, lo que no prosperó aunque continuaron las conversaciones sobre otro interés iraní: la colaboración argentina en la fabricación de combustibles nucleares. El OIEA ya estaba trabajando para limitar los posibles peligros del programa nuclear iraní y por eso le pidió a Argentina que reacomodara el reactor de la Universidad de Teherán, que usaba uranio enriquecido al 90% (lo que permitía su uso potencial en armas atómicas) Irónicamente ese reactor le había sido provisto a Irán por EE. UU. muchos años antes de la revolución islámica. La misión de los expertos argentinos era reducir el enriquecimiento de uranio del 90% al 20%, objetivo que se logró en 1987. Jinchuk reveló también una noticia que pocos conocen: siete científicos argentinos fueron despedidos de la CNEA cuando llegó el presidente peronista Héctor Cámpora al poder en Argentina, siendo contratados por Irán en 1973, para dar inicio a su primer plan nuclear durante el período de Sha de Persia. Según Jinchuk, fueron sus verdaderos mentores. También asegura que la colaboración y negociaciones entre Argentina e Irán duraron hasta 1997, después de los atentados a la embajada de Israel y la AMIA, cuando finalmente Argentina pagó una fuerte y debatida indemnización porque Estados Unidos forzó a cancelar los contratos argentinos con los mullahs iraníes y su plan nuclear. Por presión de la comunidad internacional -en particular de Washington- los dos contratos comerciales firmados en 1988 fueron suspendidos por Argentina. "El primer embarque de materiales ya estaba listo para ser despachado en 1991 cuando la Cancillería argentina ordenó su suspensión debido a la situación en Medio Oriente", recordó Jinchuk. Esa suspensión, ordenada por el gobierno de Carlos Saúl Menem, le terminaría costando cara a Argentina.
Kraftwerk Union, la empresa colectiva formada por Siemens AG y AEG Telefunken, se retiró por completo del proyecto nuclear de Bushehr en julio de 1979, después de suspender sus operaciones en enero de 1979, dejando un reactor completo en un 50%, y el otro reactor en un 85% completo. Argumentaron que su decisión se basó en el hecho de que Irán no canceló una deuda de US$ 450 millones de dólares en pagos atrasados. La compañía había recibido más de dos y medio miles de millones de dólares del contrato total. Su retiro fue provocado por la certeza de que el gobierno de Irán terminaría el contrato unilateralmente, certeza a la que llegaron tras el fin de la Revolución de 1979, que paralizó la economía iraní y que llevó a un punto crítico las relaciones de Irán con Occidente. La compañía francesa Framatome, subsidiaria de Areva, también se retiró.
En 1984, Kraftwerk Union hizo una cotización para ver si podía reanudar su participación en el proyecto, aunque, obviamente, rehusó hacerlo mientras durara la primera guerra del Golfo. En abril del mismo año, el portavoz del Departamento de Estado de EE. UU. declaró: "Creemos que tomaría al menos de dos a tres años completar la construcción de los reactores en Bushehr." El portavoz agregó que los reactores de agua a presión de Bushehr "no son particularmente adecuados para un programa de armamentos" y que "Además, no tenemos evidencia de la construcción iraní de otras instalaciones necesarias para separar plutonio de combustible de reactor consumido."
Los reactores nucleares de Bushehr fueron dañados por varios ataques aéreos iraquíes entre el 24 de marzo de 1984 y 1988, razón por la cual el programa nuclear se detuvo. En 1990, Irán empezó a buscar nuevos socios para su programa nuclear; sin embargo, debido a un clima político distinto y por las sanciones punitivas estadounidenses, Irán contó con pocos candidatos.
Según la portavoz del OIEA, Melissa Fleming, los inspectores de esa entidad visitaron las minas de Uranio de Irán en 1992.
En 1995 Irán firmó un contrato con Rusia para reanudar la construcción de la parcialmente completa planta de Bushehr, instalando en el ya existente edificio Bushehr I un reactor de agua a presión VVER-1000 de 915 megavatios, cuya finalización se espera para el año 2007. No existen planes actuales para completar el reactor Bushehr II. Al año siguiente EE. UU. trató, sin éxito, impedir a China la venta de una planta de conversión de Uranio a Irán. China también proveyó a Irán del gas necesario para probar el proceso de enriquecimiento de uranio y la tecnología de enriquecimiento de Uranio.

## El conflicto nuclear iraní

### Del año 2000 al 2005

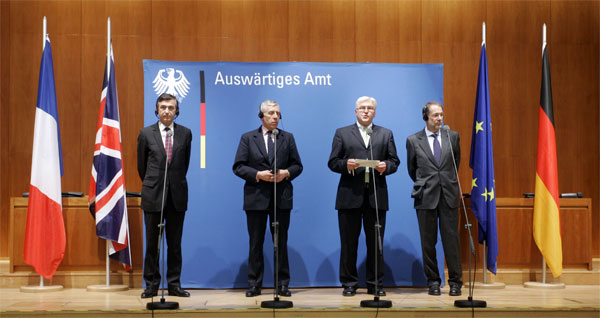
UE-3 encabezado por Frank-Walter Steinmeier (enero de 2006).

El 14 de agosto de 2002, Alireza Jafarzadeh, un prominente disidente iraní, reveló la existencia de dos sitios nucleares desconocidos: unas instalaciones de enriquecimiento de uranio en Natanz (parte de la cual está bajo tierra), y otras de agua pesada en Arak.
Según el acuerdo de seguridad de Irán con el OIEA, vigente en ese entonces, se declaraba que "Irán no está obligado a permitir inspecciones del OIEA a una nueva instalación nuclear hasta seis meses antes de que material nuclear haya sido introducido en la misma"; es más, Irán no estaba obligado siquiera a informar al OIEA de la existencia de la instalación hasta entonces, un punto concedido por el Reino Unido en la reunión de la Junta de Gobernadores de marzo de 2003. Esa cláusula de "seis meses" era una parte estándar de todos los acuerdos de seguridad del OIEA. Aun así, Irán permitió inspecciones de las instalaciones por el OIEA, según el Protocolo Adicional, y el OIEA concluyó que las instalaciones no estaban relacionadas con ningún programa secreto de armas nucleares.
Sin embargo, Irán fue obligado a informar al OIEA sobre su importación de uranio desde China y su consiguiente uso de ese material en actividades de conversión y enriquecimiento de uranio. También fue obligado a informar al OIEA sobre experimentos con la separación de plutonio. Una vasta lista de violaciones específicas al NPT por parte de Irán está incluida en el informe de noviembre de 2004 del OIEA sobre el programa nuclear iraní.
El 14 de noviembre de 2004 el jefe negociador iraní, Hasán Rouhaní, anunció una suspensión voluntaria y temporal del programa iraní de enriquecimiento (hay que aclarar que el enriquecimiento de uranio no es una violación al NPT) tras la presión del Reino Unido, Francia y Alemania, quienes actuaban
en nombre de la Unión Europea (UE), conocida en este contexto como UE-3. Se especuló en ese entonces que esta medida fue tomada para crear confianza en Occidente, y continuaría por un período razonable de tiempo. El 24 de noviembre Irán buscó renegociar los términos de su acuerdo con la UE para excluir unos equipos del mismo, y así emplearlos en trabajos de investigación. Esta solicitud fue abandonada cuatro días después.
Los días 8 y 10 de agosto de 2005, el gobierno iraní reanudó su conversión de uranio en la instalación de Esfahan, solo cinco días después de la elección de Mahmud Ahmadineyad como presidente, supuestamente mientras seguía vigente la suspensión de actividades de enriquecimiento. Esto motivó a la Unión Europea a presionar al OIEA para que llevaran el caso del programa nuclear de Irán ante el Consejo de Seguridad de Naciones Unidas, el 19 de septiembre de 2005. En enero de 2006, James Risen, un reportero del New York Times, aseguró en su libro State of War que, en febrero de 2000, una operación secreta estadounidense, llamada Operation Merlin, había producido para el gobierno estadounidense resultados adversos. Según Risen, originalmente estaba destinada a proveer a Irán un diseño defectuoso para construir un arma nuclear, con la intención de retrasar el supuesto programa nuclear iraní; pero en realidad, el plan quizá aceleró el programa nuclear iraní al suministrar información útil, una vez que los defectos fueran identificados. En todo caso, el gobierno estadounidense no ha reconocido la existencia de dicha operación.

### Crisis diplomática de los años 2005-2007
El Programa nuclear de Irán se vio comprendido en una crisis diplomática mundial por el reinicio del enriquecimiento de uranio que el gobierno de Mahmud Ahmadineyad estableció en agosto de 2005, en contra de las recomendaciones del OIEA. Dicha crisis tuvo por un lado al gobierno de EE. UU. de George Bush, que centró su acción diplomática en obtener el apoyo internacional no solo para imponer sanciones económicas a Irán, sino inclusive para el apoyo a un probable ataque militar al programa de dicho país, por considerar que el mismo en realidad tenía como fin el desarrollo de armas nucleares. Por el otro lado, el gobierno de Ahmadineyad, junto con el sector conservador de la política iraní, utilizó el citado programa como una plataforma política de su gobierno y lo volvió una cuestión nacional, afirmando que Irán tiene necesidades energéticas suficientes para continuar con el desarrollo de su energía atómica y que el mismo es exclusivamente civil y no militar. A momentos la posibilidad de un desenlace militar y sus consecuencias regionales tensaron el escenario internacional. Finalmente un informe de la CIA descartó definitivamente que el programa nuclear iraní pudiera permitir el desarrollo de armas nucleares en los años inmediatos, lo cual no permitió la obtención del apoyo que el gobierno de Bush buscaba. A pesar de ello George Bush siguió afirmando que Irán y su programa eran una amenaza para el mundo y para Medio Oriente[cita requerida].

### Nuevo pedido de Irán en 2008
El 7 de enero de 2008, Mohammad Jazai, embajador de Irán ante la ONU, ha reclamado que el Consejo de Seguridad deje de intervenir en el caso nuclear de Irán y que devuelva este expediente al Organismo Internacional de la Energía Atómica o IAEA por sus siglas en inglés

### Crisis diplomática por el programa nuclear de Irán de 2011-2013
La crisis se desató cuando el gobierno israelí afirmó que, en vista a dichas instalaciones, lanzaría acciones militares contra los complejos nucleares del país. La presencia de armas nucleares ha sido siempre negada por el presidente iraní, Mahmud Ahmadineyad, alegando que dichas instalaciones tienen como objetivo la generación de energía atómica.
No obstante, el informe del Organismo Internacional de Energía Atómica denunció que Irán había adquirido información sobre cómo metalizar el uranio necesario para una bomba nuclear. El Secretario de Defensa de Estados Unidos, Leon Panetta ha asegurado que durante el transcurso del 2012 Irán tendrá la capacidad de fabricar una bomba atómica. Este informe provocó en un principio una serie de sanciones económicas por parte de los Estados Unidos de América, el Consejo de Seguridad de la ONU  y de la Unión Europea a entidades iraníes, como el banco central del país, y, finalmente, el embargo del petróleo de Irán por parte de EE. UU. y la comunidad europea.
El área de más tensión del conflicto se encontraría en el estrecho de Ormuz, desde donde los iraníes controlan más del 40 por ciento del petróleo mundial. Teherán ha amenazado varias veces con cerrar el tránsito por el angosto paso, lo que ha provocado que los gobiernos francés, inglés y estadounidense lleven portaaviones a la zona, dando lugar a rumores de una posible guerra.
El jefe del Organismo Internacional de Energía Atómica (OIEA), Yukiya Amano, anuncia el 22 de mayo de 2012 que en su visita a Teherán ha alcanzado un principio de acuerdo con las autoridades iraníes para que la agencia pueda investigar el complejo militar de Parchin, donde se sospecha que se están llevando a cabo experimentos nucleares.
Durante los dos días siguientes, 23 y 24 de mayo, tiene lugar en Bagdad (Irak) un encuentro entre el representante iraní Yalili y una delegación internacional formada por Estados Unidos, China, Rusia, Reino Unido, Francia y Alemania presidida por la alta representante de la Unión Europea Catherine Ashton, que pretende que Teherán suspenda su enriquecimiento de uranio al 20% y que transfiera al extranjero los 140 kilos que ya ha fabricado. Sin embargo, el único acuerdo al que se ha llegado es el de continuar las conversaciones en una próxima reunión a celebrar en Moscú los próximos 18 y 19 de junio.
Irán tendrá, a mediados de 2014, material suficiente para construir una bomba nuclear, a pesar de las sanciones impuestas por la comunidad internacional que afectan seriamente su economía y el nivel de vida de su población. La capacidad crítica de Irán, que se define como el punto en el que el país persa pueda producir suficiente uranio o plutonio altamente enriquecido para construir una o más bombas, obviando el control de la comunidad internacional y el Organismo Internacional de Energía Atómica (OIEA), está cada vez más cerca. Ante esta situación se plantean dos alternativas: elevar el nivel de las sanciones, o mantener el ritmo actual de presión económica esperando que el gobierno iraní acate los pedidos del OIEA para controlar su programa nuclear.

### Acuerdo internacional sobre la congelación del programa nuclear iraní (noviembre de 2013)
El 24 de noviembre de 2013, salió la noticia de que las potencias occidentales junto a Rusia y China han conseguido un acuerdo con Irán por el cual Irán se compromete a congelar su programa de enriquecimiento de Uranio durante al menos 6 meses. Se ha tomado este acuerdo como un "avance sin precedentes".

### Acuerdo preliminar de 2 de abril de 2015
El 2 de abril de 2015, en Lausana, Suiza, después de una semana de reuniones y dos días después de la fecha límite para alcanzar un acuerdo preliminar, las negociaciones entre el Grupo 5 + 1 e Irán llegaron a un acuerdo preliminar destinada a disminuir drásticamente el enriquecimiento de uranio de Irán y, a cambio, el fin de las sanciones contra este país. Dicho acuerdo se ha de obtener conclusiones definitivas en 30 de junio de 2015. Debido a las dimensiones de este acuerdo nuclear, el presidente Obama declaró que es histórica, porque afectará de manera decisiva las relaciones entre los países de la región como Siria, Irak, Yemen y el conflicto entre Israel y Palestina. Hassan Rohaní, el presidente de Irán, prefirió no precipitarse y pospuso hasta la tarde del viernes sus primeras palabras públicas sobre el asunto. El presidente ha asegurado que su país respetará lo acordado si sus interlocutores cumplen su parte. Si prometemos algo, actuamos sobre la base de esa promesa. Eso depende, por supuesto, en que la otra parte también actúe en función de sus promesas, ha afirmado en un discurso televisado en directo.
El más emblemático de las relaciones en la región parece ser con Israel, y el primer ministro israelí, Benjamin Netanyahu declaró que un acuerdo de este tipo, en lugar de bloquear el camino de Irán en realidad a crear la pavimentación y puede conducir a una guerra terrible, y sugiere un acuerdo definitivo que no deja margen a Irán para construir la bomba. La supervivencia de Israel no es negociable. Es el mensaje que el primer ministro de Israel, Benjamín Netanyahu, ha enviado este viernes a Irán y a las grandes potencias que se felicitan por el acuerdo logrado en Lausana. Israel no aceptará un acuerdo que permita que un país que quiere aniquilarnos desarrolle armas nucleares. Además, Israel pide que cualquier acuerdo definitivo con Irán incluya un reconocimiento claro y sin ambigüedades de parte de Teherán del derecho de Israel a existir, ha declarado el jefe de Gobierno israelí en una comparecencia. El 15 de julio de 2015, el grupo (g-5+1) e Irán, alcanzan en Viena, Austria, un histórico acuerdo nuclear que pone fin a más de 15 años de disputas.

### Acusaciones Israelíes sobre supuesto programa secreto en 2018
El primer ministro de Israel, Benjamín Netanyahu ofreció un show televisivo el 30 de abril de 2018, donde mostraba mediante diapositivas de texto y algunas fotografías de estanterías con archivos, argumentando tener supuestas pruebas sobre la existencia de un programa nuclear secreto de la República Islámica de Irán del cual el Secretario de Estado de EE. UU, Mike Pompeo declaró que "Hay miles de documentos nuevos y nueva información. Todavía estamos revisando. Todavía hay mucho trabajo por hacer para determinar con precisión el alcance y la escala de la misma". La respuesta por parte del viceministro de Relaciones Exteriores iraní, Abbas Araghchi, calificó los comentarios de Netanyahu como "infantiles y ridículos"; además argumentó "Lo que vimos de Netanyahu fue una obra infantil de la que también hemos sido testigos en años anteriores y también del grupo terrorista Organización de los Muyahidines del Pueblo de Irán Al respecto la Jefa de Diplomacia de la Unión Europea, Federica Mogherini aseveró que Benjamin Netanyahu no aportó ningún documento que demuestre la presunta violación del acuerdo nuclear por parte de la República islámica de Irán, en un comunicado le recordó a Benjamin Netanyahu que "no se basa en suposiciones de buena fe o confianza, sino que se basa en compromisos concretos, mecanismos de verificación y un control muy estricto de los hechos, realizado por la Agencia Internacional de Energía Atómica (AIEA) ente que ha publicado 10 informes, certificando que Irán ha cumplido plenamente con sus compromisos". El presidente de EE. UU. Donald Trump ha dado un ultimátum el 12 de mayo para que los signatarios Europeos del pacto arreglen los "defectos" del mismo, amenazando con incumplir el acuerdo y no extender el alivio de sanciones de EE. UU a la República islámica de Irán. Por su parte el Ante el posible retiro de Trump del convenio nuclear, el jefe de la Organización de Energía Atómica de Irán (OEAI), Ali Akbar Salehi, señaló que Teherán tiene la capacidad técnica para producir uranio enriquecido si EE. UU abandona el acuerdo de forma unilateral. El día 8 de mayo de 2018 el presidente de los Estados Unidos Donald Trump anuncia la salida de su país del convenio. Ben Rhodes, uno de los encargados de preparar el Plan de Acción Conjunto y Completo dijo, “Después de esto, ¿quién puede confiar en los acuerdos internacionales que negocia Estados Unidos?”

### Ataques militares de Israel y EE.UU. en 2025
En la noche del 13 de junio, Israel inició la Operación León Ascendente, un ataque aéreo a gran escala dirigido contra instalaciones nucleares iraníes, fábricas de misiles, emplazamientos militares y comandantes en ciudades como Teherán y Natanz.
El 13 de junio de 2025, Israel atacó la planta como parte de los ataques israelíes contra Irán en junio de 2025. Las fuerzas iraníes afirmaron haber derribado un dron israelí. El 21 de junio, Estados Unidos bombardeó la instalación nuclear de Fordow, la instalación nuclear de Natanz y el centro de Investigación y Tecnología Nuclear de Isfahán. En un discurso desde la Casa Blanca, el presidente estadounidenses Donald Trump se atribuyó la responsabilidad de la destrucción de la planta de Fordow, afirmando que «las principales instalaciones de enriquecimiento nuclear de Irán han sido destruidas total y completamente».

## Instalaciones nucleares de Irán
Hasta 2007 estas son las instalaciones nucleares del país.

### Águila 44
(28°02′26″N 55°31′05″E / 28.040521, 55.518055)
Base Aérea Subterránea Águila 44, provincia de Hormozgan.

### Anarak
Anarak es un lugar de almacenamiento de material cerca del pueblo Yazd.

### Arak
(34°22′24″N 49°14′27″E / 34.37333, 49.24084)
IR-40, el reactor de investigación de agua pesada de Khondab (KHRR), es un reactor de agua pesada de 40 MWt construido en 2002. Está diseñado para producir plutonio. Pero actualmente, no está produciendo plutonio.
(34°22′11″N 49°14′45″E / 34.369844, 49.245773)
La planta de producción de agua pesada (HWPP) se encuentra a 0,6 km al SE de KHRR. HWPP (no KHRR) abrió en agosto de 2006 (es decir, solo la instalación que produce el agua pesada). Si alguna vez se pusiera en marcha con energía caliente, este reactor producciría radioisótopos para la industria, como lo hace el Reactor de Investigación de Teherán.

### Ardakan
Sitio en construcción para combustible nuclear, se estima que fue terminado a mediados de 2005.

### Bonab
Es un centro de estudios nucleares para fines de agricultura. Es manejado por la AEOI

### Bushehr
(28°50′05″N 50°53′37″E / 28.83484, 50.89356)
Es un reactor nuclear en la costa del Golfo Pérsico, 17 km al SE de la ciudad de Bushehr. El 29 de junio de 2004, el director del OIEA Mohamed El Baradei dijo que el reactor construido en ese sitio no era un asunto internacional, ya que era un proyecto conjunto entre Irán y Rusia solo para producir energía nuclear. El reactor está bajo cuidado de la IAEA.
El sitio fue escogido por la administración del Sha Reza Pahlaví, que quería hacer una red de energía limpia para alimentar al país con 23,000 MW usando solo energía nuclear. En 1975 se firmó un contrato en Bonn con Kraftwerk Union AG de $4 a $6000 millones para construir un reactor nuclear de agua presurizada, otro reactor sería construido y terminado en 1981.
Kraftwerk Union se retira del proyecto en julio de 1979, uno de los reactores tenía un 50% de grado de avance y el otro 85%, dijeron que el motivo fue la falta de pago de la parte iraní de cerca de $450 millones de dólares. La compañía había recibido $2500 millones por adelantado. Hubo cancelación del contrato debido a la revolución iraní para derrocar al Sha.
En 1984 la empresa dijo que no terminaría el proyecto debido a la Guerra entre Irán e Irak, más tarde el Departamento de Estado de los Estados Unidos afirmó que esos reactores no eran capaces de producir plutonio para armas nucleares.
Estos reactores fueron dañados varias veces por ataques aéreos entre 1984 a 1988, con esto se terminó el programa nuclear en la zona.
En 1990 se reactivó el programa buscando socios internacionales pero debido a sanciones unilaterales de Estados Unidos pocos candidatos entraron al negocio.
En 1995 se firma un contrato con Rusia para terminar el reactor parcialmente construido en Bushehr, instalando un reactor de 915 MWe de agua presurizada para terminarse en 2007. la compañía rusa constructora es Atomstroyexport parte del complejo industrial MinAtom.
80 toneladas de combustible nuclear fueron entregadas en diciembre de 2007, bajo supervisión de la Agencia Nuclear de la ONU.

### Chalus
Se dio a conocer este sitio por exiliados iraníes en Europa que afirmaban que está localizado en una montaña a 20 kilómetros del pueblo de Chales. en octubre de 2003 los investigadores de la AIEA afirmaron que las declaraciones sobre el sitio no tenía fundamento.

### Darkovin
(30°42′28″N 48°22′48″E / 30.707777, 48.38)
Se está construyendo un reactor de 360 MW a 8 km al SO de la ciudad de Darkhoveyn, en el suroeste de Irán.

### Fordow
(34°53′05″N 50°59′45″E / 34.88459, 50.99596)

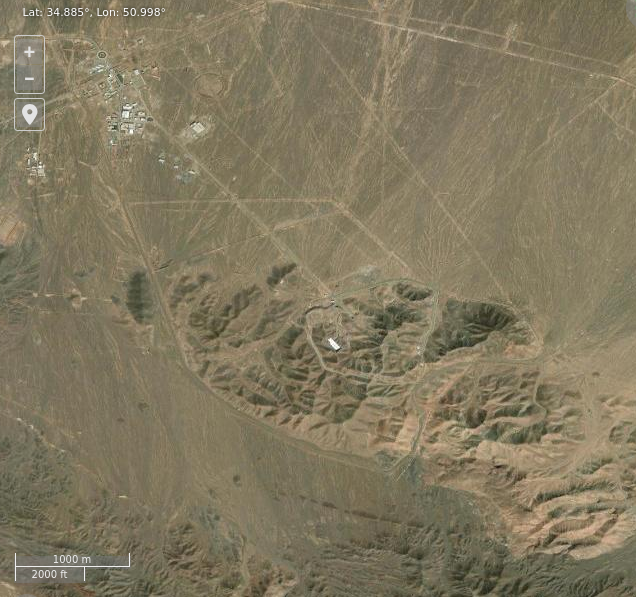
La instalación nuclear de Fordow en junio de 2025.

La instalación nuclear de Fordow es una instalación de enriquecimiento de uranio subterránea iraní para "alimentar" misiles nucleares. Está ubicado a 32 km (20 millas) al noreste de la ciudad iraní de Qom, mientras que el pueblo de Fordow está a 32 km al suroeste de Qom, por lo que el nombre FFEP es doblemente engañoso. La planta de Fordow se construyó a una profundidad de 80 a 90 m bajo las rocas.
La existencia de la planta de enriquecimiento de uranio entonces inacabada fue revelada a la Agencia Internacional de Energía Atómica (OIEA) por Irán el 21 de septiembre de 2009. En su declaración inicial, Irán afirmó que el propósito de la instalación era la producción de UF6 enriquecido hasta un 5 % en U-235, y que la instalación se estaba construyendo para contener 16 cascadas, con un total de aproximadamente 3000 centrifugadoras.  En septiembre de 2011, Irán dijo que trasladaría su producción de 20% LEU a Fordow desde Natanz, y el enriquecimiento comenzó en diciembre de 2011.

### Gchine
(27°05′43″N 55°56′58″E / 27.095277, 55.949472)
Irán declaró la mina de uranio Gchine al OIEA el 21 de mayo de 2004. Pero EE. UU. tenía fotos satelitales desde el 22 de agosto de 2002, que fueron anteriores a una foto del Archivo Atómico AMAD de su edificio de procesamiento principal y otras fotos del Archivo Atómico AMAD de su molino de torta amarilla.

### Hemat y Bakeri
(35°41′11″N 51°36′38″E / 35.686354, 51.610583)
Hemat y Bakeri Fábrica Subterránea de Misiles está en Teherán, sudeste de Teherán.

### Isfahán
(32°35′27″N 51°48′40″E / 32.5909, 51.8110)
La mayor parte del 60 % del uranio altamente enriquecido de Irán se almacena en Isfahán en el Centro de Investigación y Tecnología Nuclear de Isfahán. La instalación de conversión de uranio (UCF (inglés)) convierte la torta de peróxido de uranio (pastel amarillo) en uranio hexafluorido. (Para octubre de 2004 el sitio opera a un 70% de su capacidad.)
Las instalaciones del Centro de Tecnología Nuclear de la Universidad de Esfahan (ENTC (inglés)) también incluyen la Planta de Fabricación de Combustible (FMP (inglés)), la Planta de Polvo de dióxido de Uranio (UO2) Enriquecido (EUPP (inglés), la Planta de Producción de Circonio (ZPP (inglés)), el 27 KV Reactor de Fuente de Neutrones en Miniatura (MNSR (inglés)) y el Reactor de Agua Pesada de Potencia Cero (HWZPR (inglés)). Hay un edificio principal en el medio del área de UCF. El EUPP es el edificio grande inmediatamente al oeste del edificio principal de la UCF. La FMP es el gran edificio inmediatamente al oeste de la EUPP. El área ZPP está inmediatamente al norte del área UCF. En la tarde del 28 de noviembre de 2011, detonó el pie de una montaña en la ciudad de Esfahan, una montaña de la cordillera central (en farsi).

### Karaj
(35°54′30″N 50°51′25″E / 35.908392, 50.856987)
Otro centro de investigación dedicado a la agricultura y a Medicina establecido en 1991.

### Khormoj
(28°40′20″N 51°26′55″E / 28.672323, 51.448512)
Base de Misiles Subterráneos de Khormoj, pico de 580 m, situado en la provincia de Bushehr.

### Lashkar Abad
Es una planta piloto de separación de isótopos, establecida en 2002, se realizan trabajos de enriquecimiento con láser. Esta planta más tarde fue cerrada ya que Irán había declarado que no quería uranio para armas.

### Lavizan
Este sitio fue demolido y cerrado entre agosto de 2003 y marzo de 2004 se tomaron muestras de radiación por la AIEA pero no hubo signos de ella, el sitio fue regresado a la ciudad de Teherán.

### Natanz
(33°43′30″N 51°43′30″E / 33.725, 51.725)
Hay tres plantas de enriquecimiento de uranio y cubren al menos 10 ha. La instalación nuclear de Natanz está construida a 8 metros bajo la superficie y protegida por una coraza de hormigón armado de 25 dm y cubierta con 22 metros de tierra. Este sitio fue expuesto en 2002 por Alireza Jafarzadeh. En 2003 el sitio fue visitado por ElBaradei de IEAA informando sobre la existencia de 160 centrífugas en operación y la construcción de un total de 1000 en el mismo sitio. La Planta Piloto de Enriquecimiento de Combustible (PFEP (inglés)) está ubicada en la superficie. 
(33°42′15″N 51°42′30″E / 33.7042, 51.7084)
El 28 de octubre de 2020, el Centro de Estudios de No Proliferación publicó imágenes de satélite que muestran que Irán había comenzado la construcción de otra planta subterránea de enriquecimiento bajo el pico de la montaña de 1580 m, 2,78 km al sur de la FEP. El Complejo de Túneles del Sur de Natanz es más profundo y más grande que el FEP. El complejo de túneles del sur de Natanz está lo suficientemente lejos de la FEP como para que, en caso de un ataque nuclear, el primer ministro de Israel necesitaría un vehículo de reingreso Jericho III o Popeye Turbo separado para detonar también una ojiva nuclear en el complejo de túneles del sur de Natanz.

### Parchin
(35°31′N 51°46′E / 35.52, 51.77)
Es un complejo militar subterráneo a 20 kilómetros al sureste de Teherán. No era un sitio de investigación nuclear, la OIEA lo confirmó en 2003 cuando tuvo acceso al mismo y se tomaron todas las muestras necesarias para corroborarlo, resultado que no hay material nuclear. Sin embargo, posteriormente se descubrió material nuclear.

### Saghand
Es una de las primeras minas de uranio de Irán, operacional desde marzo de 2005, se cree que posee reserves de 3,000 a 5,000 toneladas de óxido de uranio, en un área de 100 a 150 km².

### Shiraz
(29°34′16″N 52°22′41″E / 29.571062, 52.378168)
Shiraz Fábrica Subterránea de Misiles, provincia de Fars.

### Teherán
El Reactor de Investigación de Teherán (TRR (inglés)) es un reactor de 5 MW capaz de producir 600 g de plutonio al año. Entonces, cada 17 años, produce suficiente plutonio para un arma nuclear.

### Yazd
Es un centro de procesamiento de radiación equipado con un acelerador Rhodotron TT200 hecho en Bélgica, con una capacidad máxima de 100 kW, está dedicado a investigación geofísica y analizar depósitos minerales que rodean la ciudad donde se encuentra, su función será la de ayudar a la medicina y la industria de polímeros.